# Сен-Жермье (Жер)
Сен-Жермье́ (фр. Saint-Germier) — коммуна во Франции, находится в регионе Юг — Пиренеи. Департамент — Жер. Входит в состав кантона Колонь. Округ коммуны — Ош.
Код INSEE коммуны — 32379.

## География

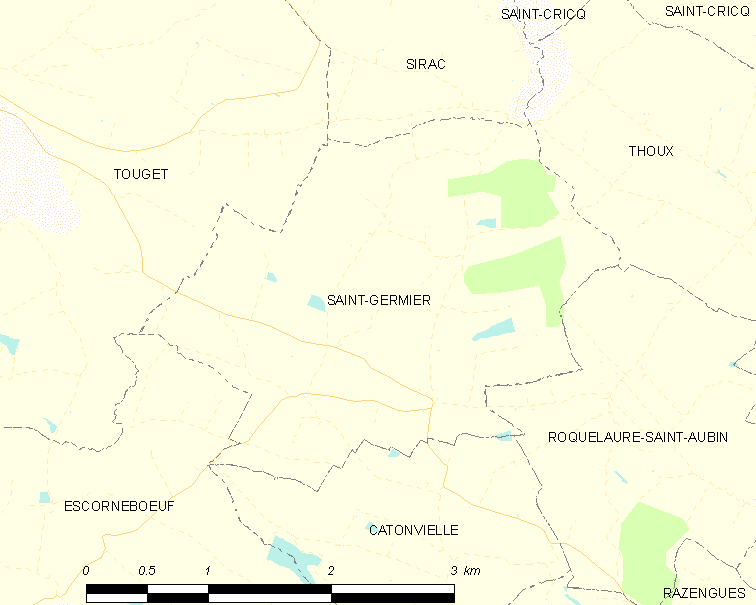
Карта коммуны

Коммуна расположена приблизительно в 590 км к югу от Парижа, в 45 км западнее Тулузы, в 30 км к востоку от Оша.
На востоке коммуны протекает река Саррампьон.

## Население
Население коммуны на 2010 год составляло 201 человек.
| 1962 | 1968 | 1975 | 1982 | 1990 | 1999 | 2010 |
| ---- | ---- | ---- | ---- | ---- | ---- | ---- |
| 129  | 121  | 92   | 96   | 112  | 117  | 201  |

## Администрация
| Период | Период | Фамилия           | Партия | Примечания |
| ------ | ------ | ----------------- | ------ | ---------- |
| 2008   | 2014   | Реймон Видаль     |        |            |
| 2014   | 2020   | Мари-Жозе Сейшаль |        |            |

## Экономика
В 2010 году среди 132 человек трудоспособного возраста (15—64 лет) 101 были экономически активными, 31 — неактивными (показатель активности — 76,5 %, в 1999 году было 69,0 %). Из 101 активных жителей работали 96 человек (50 мужчин и 46 женщин), безработных было 5 (2 мужчин и 3 женщины). Среди 31 неактивных 10 человек были учениками или студентами, 14 — пенсионерами, 7 были неактивными по другим причинам.